# Mătișești (Arada község)
Mătișești románul: Mătișești, falu Romániában, Erdélyben, Fehér megyében. Közigazgatásilag Arada községhez tartozik.

## Fekvése
Arada (Horea) mellett fekvő település.

## Története
Mătişeşti korábban Arada (Horea) része volt, 1956 körül vált külön településsé 675 lakossal.
1966-ban 669 lakosából 666 román, 3 magyar volt. 1977-ben  541 lakosából 540 román, 1 magyar volt. 1992-ben 464, a 2002-es népszámláláskor pedig 504 román lakosa volt.